# Nicolás Orellana
Nicolás Iván Orellana Acuña (Santiago del Cile, 3 settembre 1995) è un calciatore cileno, attaccante dell'Unión La Calera.

## Palmarès

### Club

#### Competizioni nazionali
- Campionato cileno: 2

Colo-Colo: 2013-2014 (Clausura), 2017 (Transición)